# Bugatti Tourbillon
O Bugatti Tourbillon é um futuro supercarro híbrido de motor central fabricado pela fabricante de automóveis francesa Bugatti Automobiles. O Tourbillon sucede o Bugatti Chiron e é limitado a 250 unidades. Foi revelado em uma transmissão ao vivo online em 20 de junho de 2024. Ele tem um preço de € 3,8 milhões ou US$ 4,1 milhões.
O veículo recebeu o nome do mecanismo de turbilhão, uma estrutura de equilíbrio usada em uma variedade de relógios mecânicos.

## Especificações
O Turbilhão é movido por um motor naturalmente aspirado 8,355 cc (8.4 L; 509.9 cu in) Motor V16 . O motor, desenvolvido pela Cosworth, é implementado em conjunto com 3 motores elétricos, 2 localizados no eixo dianteiro e 1 no traseiro. O Tourbillon utiliza uma transmissão de dupla embreagem de 8 velocidades montada longitudinalmente na parte traseira do motor, em contraste com o Chiron, onde foi montada na frente. A bateria é uma unidade de 24,8 kWh montada na frente do motor no túnel central, que permite uma autonomia elétrica completa de cerca de 60km.

## Desempenho
O Tourbillon pode acelerar de 0 100 km/h em 2,0 segundos, 200 km/h em menos de 5,0 segundos, 300 km/h em menos de 10,0 segundos e 400 km/h em menos de 25,0 segundos. Tem uma velocidade máxima estimada de 445 quilômetros por hora.